# Drillia annielonae
Drillia annielonae là một loài ốc biển, là động vật thân mềm chân bụng sống ở biển trong họ Drilliidae.